# Ahmad Yasin

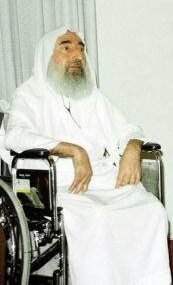
Ahmed Yassin (1998)

Ahmad Yasin (arabisch أحمد ياسين, DMG Aḥmad Yāsīn, Alternativschreibweise Ahmad Jassin; * Juni 1936 bei Madschdal/Negev; † 22. März 2004 in Gaza) war ein arabischer Muslimbruder. Er war einer der führenden Gründer der Terrororganisation Hamas. Bis zu seiner gezielten Tötung durch das israelische Militär war der Scheich ihr geistiger Führer.

## Leben

### Kindheit
Zu dem Geburtsdatum von Yasin liegen unterschiedliche Angaben vor. David Hirst (The Guardian), PASSIA (Jerusalem) und das Institute for Palestine Studies datieren es auf das Jahr 1936, andere auf 1937 oder 1938. Das Geburtsdatum in seinem palästinensischen Pass lautete 1. Januar 1929. Er selbst gab 1938 an.
Yasin wurde im Fischerdorf Dschura im Bezirk Madschdal, einem Dorf in der Negev-Wüste nahe Askalon (heute: Aschkelon), geboren. Er war eines von neun Kindern.  Als Yasin fünf Jahre alt war, starb sein Vater, ein lokaler Würdenträger. Einigen Quellen zufolge entstammte Yasin einer wohlhabenden Bauernfamilie. Während des Palästinakrieg (1947–1949), sah sich seine Familie 1948 gezwungen zu fliehen. Sie floh in den ägyptisch kontrollierten Gaza-Streifen, wo sie im Flüchtlingslager Al-Schati nun ein Leben in Armut führte .
Seit einem Sportunfall im Jahre 1952 war er von der Hüfte an abwärts querschnittgelähmt. Zu dem Unfall selbst gibt es sehr gegensätzliche Angaben: Einige Quellen geben an, er habe am Strand von Gaza einen Kopfstand gemacht, sei dabei gestürzt und habe sich das Rückgrat gebrochen. Laut anderen Quellen habe er sich hingegen beim Muscheln-Tauchen schwer an der Wirbelsäule verletzt. Als dritte Möglichkeit wird ein Tritt in die Wirbelsäule während eines Fußballspiels im Flüchtlingslager von Schati angegeben.
In späteren Jahren büßte er den größten Teil seines Augenlichtes ein und auch des Gehörs.

### Politische und religiöse Aktivitäten
Yasim nahm Studien in Sprachen und islamischer Religion auf, unter anderem studierte er ein Jahr in Kairo an der Ain-Schams-Universität. In Kairo schloss er sich der Moslembrüderschaft an,  die von der ägyptischen Regierung aufgrund ihrer ihrer militanten Ausrichtung verboten war. Die Zugehörigkeit zu den Moslembrüdern führte zu einer 45 tägigen Hsft in einem ägyptischen Gefängnis.
1960 heiratete Achmed Yasin Halima. Sie hatte elf oder zwölf Kinder, hier widersprechen sich die Quellen. Bis 1984 arbeitete er phasenweise noch als Lehrer. 
Nach dem Sechstagekrieg 1967 bemühte sich Ahmad Yasin um eine Stärkung der Muslimbruderschaft im Gazastreifen. Es entstand eine Organisation für arabische Arbeiter namens al-Mudschammac. 1973 gründete er ein „Islamisches Zentrum zur Koordinierung von sozialen Programmen“. Dieses wurde auch von den Staaten der OPEC (Organisation Erdöl exportierender Staaten) gefördert. 1978 ließ Yasin die Vorläuferorganisation der Hamas, al-Mudschammac al-islāmī, bei den israelischen Besatzern offiziell registrieren.
Anfang der 1980er Jahre gründete Yasin die Madschd al-mudschāhidīn („Ruhm der Kämpfer des Islams“). Die Fatah, die palästinensische patriotische Befreiungsbewegung Jassir Arafats, warf Yasin „Kooperation mit den Zionisten“ vor, da er sich nicht am Kampf gegen Israel beteiligte. Daraufhin begann Yasin 1982 Waffen zu sammeln. 1984 flog dieser Waffenring auf: ein israelisches Gericht verurteilte ihn wegen Waffenbesitzes zu 15 Jahren Gefängnis, andere Quellen sprechen von 13 Jahren. Bereits nach elf Monaten kam er bei einem Gefangenenaustausch zusammen mit 1150 anderen Häftlingen frei; der israelische Panzerkommandant Hezi Schai wurde dafür freigelassen.

### Hamas
1986 gründete er mit anderen Muslimbrüdern die islamistische Hamas und wurde deren Chefideologe. Gründungsmitglieder waren neben ihm Mohammed Jamal al-Natsheh, Jamal Mansur, der Scheich Hassan Yousef, Mahmud Muslih, Jamil Hamami und Ayman Abu Taha.
Er rief wiederholt zum gewalttätigen Widerstand gegen Israel auf und setzte hierbei vor allem auf zahlreiche Selbstmordattentäter. Er war seitdem die treibende Kraft hinter den Izz-ad-Dīn-al-Qassām-Brigaden, dem militärischen Arm der Hamas. Am 18. August 1988, acht Monate nach Beginn der ersten Intifada, veröffentlichte Ahmad Yasin die Hamas-Charta. 1989 wurde die Hamas von Israel verboten.
1989 wurde der stark sehbehinderte Scheich von den israelischen Behörden verhaftet und 1991 von einem Gericht wegen Anstiftung zum Mord an so genannten palästinensischen Kollaborateuren sowie wegen Anstiftung zur Entführung und Ermordung zweier israelischer Soldaten zu lebenslanger Haft verurteilt. Im Jahr 1993 organisierte die Hamas zur Torpedierung des Oslo-Friedensprozesses eine Welle von Selbstmordanschlägen.
1997 wollten die Israelis unter dem damaligen Ministerpräsidenten Benjamin Netanjahu den sich im jordanischen Amman aufhaltenden Hamas-Führer Chalid Maschal umbringen. Dieses Unternehmen misslang allerdings, und zwei Mossad-Agenten wurden festgenommen. Daraufhin setzte König Hussein von Jordanien Netanjahu unter Druck, Yasin im Rahmen eines Gefangenenaustauschs freizulassen: Am 1. Oktober 1997 wurde Yasin aus dem Tel-Mond-Gefängnis entlassen. Nachdem Ahmad Yasin nach Jordanien abgeschoben worden war und dort medizinische Hilfe bekommen hatte, flog er schon am 6. Oktober 1997 wieder in den Gazastreifen zurück, wo er im Fußballstadion Yarmuk einen triumphalen Empfang erhielt. Diese Popularität musste auch Yassir Arafat zur Kenntnis nehmen: am 27. Januar 1998 küsste er Yasin auf die Stirn, obwohl die beiden um die Führung der Palästinenser in gewissem Maße miteinander rivalisierten. Unter maßgeblichem Einfluss Yasins folgte für die Hamas eine Phase der Mäßigung, die eine vorläufige Anerkennung Palästinas in den Grenzen von 1967 enthielt, im Jahr 2000 nach dem Ausbruch der Zweiten Intifada allerdings endete.
Im Frühjahr 1998 unternahm Yasin eine viermonatige Reise durch arabische Länder, um Geld für seine Sache zu sammeln. Die Reise ging durch die Länder Jemen, Kuwait, Katar, Saudi-Arabien, Sudan, Syrien und die Vereinigten Arabischen Emirate. Nach Jordanien durfte er nicht, und die Einreise nach Ägypten wurde ihm erst erlaubt, als Israel zustimmte. Er kam mit 50 Millionen US-Dollar zurück. Im August 1999 untersagten die jordanischen Behörden alle Aktivitäten der Hamas auf ihrem Staatsgebiet.
Nach dem Ausbruch der Zweiten Intifada, auch al-Aqsa-Intifada genannt, fuhr Yasin fort, Israel aggressiv verbal anzugreifen und zu Mordanschlägen gegen das Militär und Zivilisten aufzurufen. Zu den Anschlägen vom 11. September 2001 in den Vereinigten Staaten äußerte sich Yasin, „es stimme ihn zwar traurig, aber die Anschläge auf Israel“ seien „etwas ganz anderes“. Am 13. Dezember brach Israel offiziell alle Kontakte zu Arafat ab. In der Folge verlor Arafat immer mehr an Ansehen. Um dennoch seine Macht zu demonstrieren, stellte er Yasin am 24. Juni 2002 unter Hausarrest. Es kam zur Protestdemonstration und zu gewalttätigen Auseinandersetzungen zwischen etwa 150 Hamas-Anhängern und palästinensischen Polizisten; und Yasin nannte Arafat „Überläufer“ und „Verräter“. Arafats Behörde musste die Maßnahme gegen den Scheich beide Male auf den massiven Druck der Bevölkerung hin wieder aufheben.
Am 13. Juni 2003 ließ Israel verlauten, Yasin sei nicht gegen eine gezielte Tötung immun. Am 6. September überstand Yasin einen Angriff von israelischen F-16-Flugzeugen mittels einer 250-Kilogramm-Bombe mit einer leichten Handverletzung, worauf er erneut öffentlich Rache schwor.

### Tod
Am Montag, dem 22. März 2004 um 5 Uhr wurde Ahmad Yasin durch drei Hellfire-Raketen eines israelischen Hubschraubers im Rahmen einer gezielten Tötungsaktion im Viertel Zaitūn in Gaza-Stadt getötet. Neun weitere Personen starben, darunter zwei seiner Söhne. Laut palästinensischen Krankenhäusern wurden 15 Personen verletzt. Die Entscheidung, ihn zu töten, sei, so die israelische Begründung, nach den zwei Selbstmordanschlägen auf den Hafen von Aschdod am 14. März gefallen. Yasins Nachfolger wurde Abd al-Aziz ar-Rantisi, der jedoch 26 Tage später ebenfalls von den Israelis getötet wurde. UNO-Generalsekretär Kofi Annan verurteilte diese Tötung entschieden („strongly condemned“).
Am 26. März scheiterte im UN-Sicherheitsrat eine Resolution zur Verurteilung Israels wegen der Tötung Yasins am Veto der Vereinigten Staaten. Deutschland, Großbritannien und Rumänien enthielten sich.
Am Trauerzug anlässlich der Beerdigung Yasins nahmen Tausende Palästinenser teil.